# Kosmos 1686

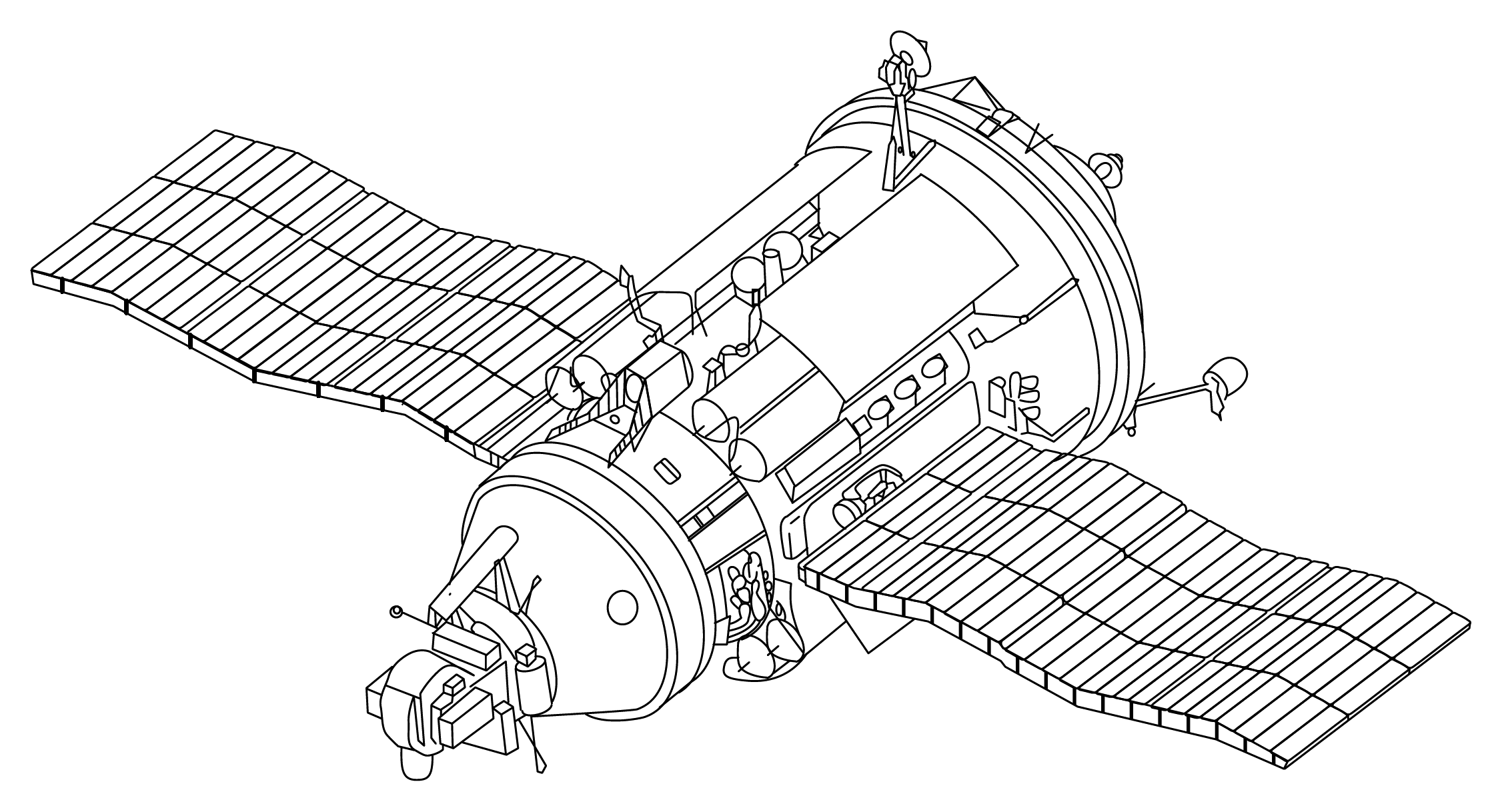
Kosmos 1686

Unter der Bezeichnung Kosmos 1686 (oder TKS-M) wurde am 27. September 1985 das vierte sowjetische Raumschiff der TKS-Serie gestartet. Ursprünglich waren die mit rund 20 Tonnen recht großen TKS-Schiffe als Raumfähre zum Personentransport im militärischen Almas-Programm geplant (zum Vergleich: die Sojus-Raumschiffe zum Transport von zwei bis drei Personen wiegen weniger als acht Tonnen). Bemannte Flüge wurden mit TKS allerdings nie realisiert. So wurde die Fähre TKS-4 umgebaut und unbemannt als Kosmos 1686 gestartet, um die Raumstation Saljut 7 mit Versorgungsgütern und Treibstoff zu versorgen. Da sich bei den beiden vorhergehenden Missionen Kosmos 1267 und Kosmos 1443 bereits abzeichnete, dass sich die TKS-Schiffe als Erweiterungsmodule zur Vergrößerung von Raumstationen eignen und der Personentransport günstiger mit Sojus-Raumschiffen durchgeführt werden konnte, wurde bei TKS-4 der Gedanke an bemannte Flüge gänzlich verworfen. Um Gewicht einzusparen, wurden Sitze und Bordinstrumente für die Besatzung entfernt. Weiterhin wurde erstmals das Brems- und Landesystem am vorderen Ende der Rückkehrkapsel ausgebaut. Dadurch war genügend Raum vorhanden, um die Fähre mit wissenschaftlicher und militärischer Ausrüstung zu versehen. Kosmos 1686 war somit das erste vollwertige Modul zur Erweiterung einer Saljut-Station und damit zum Bau einer modularen Raumstation.

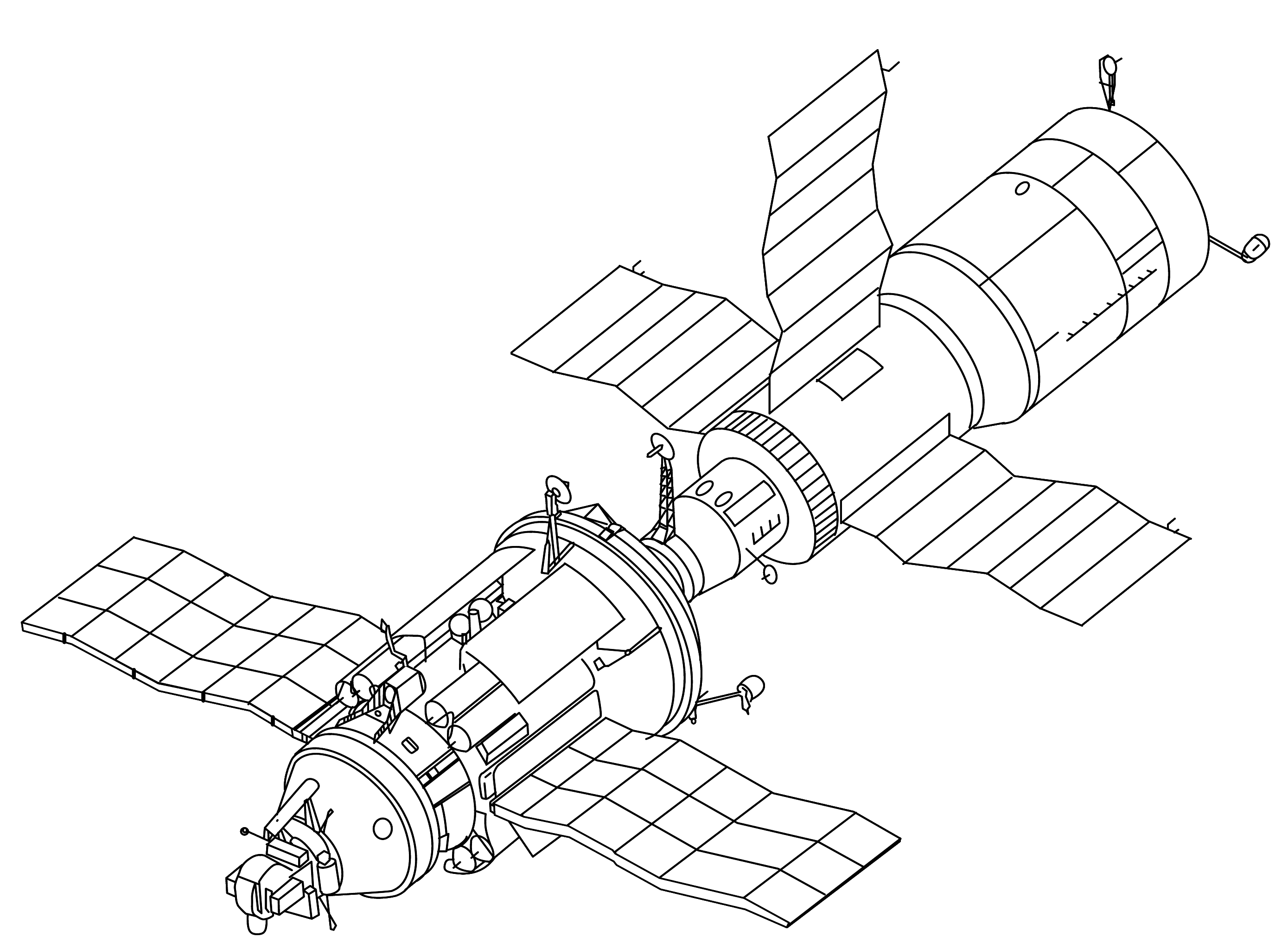
Kosmos 1686 im Verbund mit Saljut 7

Nach sechstägigem Flug dockte Kosmos 1686 automatisch am 2. Oktober 1985 am vorderen, schmalen Ende von Saljut 7 an. Zehn Tage zuvor war mit Sojus T-14 eine Besatzung zur Raumstation gestartet und es war das erste Mal, dass ein ferngesteuertes Modul an eine bemannte Raumstation andockte. Aus Sicherheitsgründen hielt sich die Besatzung zum Zeitpunkt des Kopplungsmanövers im Sojus-Raumschiff auf, um im Notfall zur Erde zurückkehren zu können. Wesentliche Aufgabe der Besatzung war es, das neue Modul in Betrieb zu nehmen und militärische Experimente durchzuführen. Dies gelang allerdings nur teilweise, da der Kommandant Wladimir Wasjutin ernsthaft erkrankte und eine vorzeitige Rückkehr zur Erde erfolgen musste. Der Komplex Saljut 7/Kosmos 1686 wurde daraufhin durch die Besatzung von Sojus T-15 ab 6. Mai 1986 genutzt, welche den bisher einzigartigen Flug zwischen zwei Raumstationen (von der Raumstation Mir zu Saljut 7 und wieder zurück) ausführte. Während des rund 50-tägigen Aufenthaltes bestand die Hauptaufgabe darin, die militärischen Experimente weiterzuführen und danach wertvolles Material und Gerät zu demontieren und zur neuen Raumstation Mir zu überführen. Mit dieser Mission war Saljut 7 das letzte Mal bemannt.
Während des gedockten Zustandes übernahm Kosmos 1686 unter anderem die Versorgung des Komplexes mit Energie über die eigenen Solarzellen und führte über eigene Triebwerke Manöver zur Höhen- und Lagekontrolle durch. Im August 1986 brachte Kosmos 1686 den Komplex in eine höhere Umlaufbahn, um für spätere Missionen, unter anderem mit der Raumfähre Buran, bereitzustehen. Starke Sonnenwinde führten allerdings zu einer Ausdehnung der Atmosphäre und dadurch dazu, dass der Komplex schneller sank als angenommen. Im Dezember 1989 versagte das Orientierungssystem von Kosmos 1686, was die Pläne für weitere bemannte Flüge zusätzlich verschlechterte. Eine Reparatur wurde aus Kostengründen zugunsten der neuen Raumstation Mir nicht durchgeführt. Saljut 7 flog ein weiteres Jahr unbemannt und stürzte am 7. Februar 1991 zusammen mit Kosmos 1686 über dem Pazifik ab.
Auf der Grundlage der TKS-Fähre wurden Module zum permanenten Verbleib an den Raumstationen Mir (z. B. Kwant 2) und Internationale Raumstation (z. B. Sarja) entwickelt.